# Lupton (Arizona)
Lupton es un lugar designado por el censo ubicado en el condado de Apache en el estado estadounidense de Arizona. En el Censo de 2010 tenía una población de 25 habitantes y una densidad poblacional de 27,74 personas por km².

## Geografía
Lupton se encuentra ubicado en las coordenadas 35°21′17″N 109°3′10″O / 35.35472, -109.05278. Según la Oficina del Censo de los Estados Unidos, Lupton tiene una superficie total de 0.9 km², de la cual 0.9 km² corresponden a tierra firme y (0%) 0 km² es agua.

## Demografía
Según el censo de 2010, había 25 personas residiendo en Lupton. La densidad de población era de 27,74 hab./km². De los 25 habitantes, Lupton estaba compuesto por el 0% blancos, el 0% eran afroamericanos, el 92% eran amerindios, el 0% eran asiáticos, el 0% eran isleños del Pacífico, el 0% eran de otras razas y el 8% pertenecían a dos o más razas. Del total de la población el 0% eran hispanos o latinos de cualquier raza.